# 1804年银元
1804年银元又名鞠躬自由女神银元，是美國鑄幣局生产的1美元硬币，现知仅有十五枚存世。硬币标示年份虽为1804，但却全部是在19世纪30年代或之后铸造，最初用于组成特殊精制币套装，作为埃德蒙·罗伯茨远赴暹罗和马斯喀特时携带的外交礼物。
罗伯茨在1834和1835年将礼物送出，还为日本和交趾支那政府官员备有两套，但尚未送出他就在澳門去世。除外交礼品外，铸币局还生产部分硬币用来和收藏家交换其他珍稀币种，丰富铸币局的钱币收藏。1842年，铸币局职工执笔的出版物上采用1804年银元插图，钱币学界首度得知这种硬币存在。很快就有收藏家在1843年从铸币局获得样币，该局官员私下重铸硬币来满足钱币学界需求。与原版相比，重铸版的边缘刻字不同，起初根本没有文字，后来制作的样板才刻上正常字样。原版外交礼品、重铸但边缘没有文字，以及重铸且有文字的三种版本如今分别称为“一类”、“二类”和“三类”。
自钱币学界获知以来，1804年银元价值始终居高不下，拍卖成交价早在1885年就达一千美元，20世纪中期突破三万美元。1999年，成色最好的一类样币以414万美元成交，创下硬币价格新纪录。钱币学家早在19世纪就为1804年银元戴上“硬币之王”的桂冠，但极高的价值也导致伪造和欺诈手段层出不穷。

## 背景

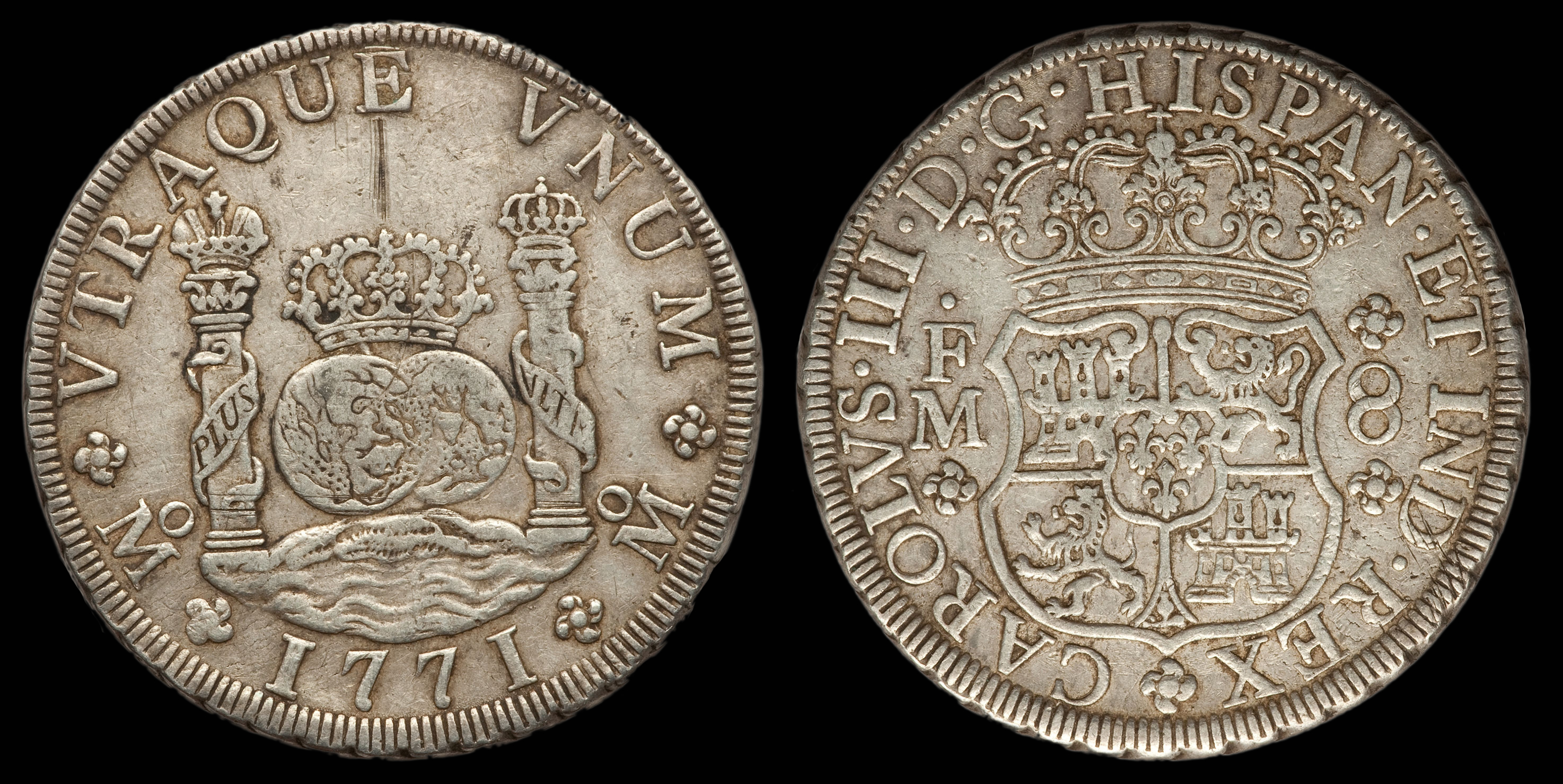
西班牙銀圓1793年取得美国法定货币资格

《1792年铸币法案》授权建立美国造币厂（今美国铸币局）并生产多种面值的金、银、铜币。法案规定，1美元硬币又称“一单元硬币”，“价值与现在的西班牙银圆相当，包含三百七十一格令纯银，纯度十六分之四；或四百一十六格令标准白银”。法案进一步规定，一美元硬币需以合金打造，由89.2%的银和10.8%的铜组成。这些纯度和重量标准是化验多枚西班牙银圆后所取平均数。但是，西班牙法律的实际规定是银圆含银90.2%，美国境内此时流通的未磨损西班牙银圆比法案授权生产的一美元硬币含银多约1.75格令。1793年，乔治·华盛顿总统签署法案赋予西班牙银圆法定货币地位，并规定只有重量不低于415格令的银圆才能流量，这就意味着只达到重量下限的西班牙银圆含银量和一美元硬币相比要少半个百分点。受此影响，美国银币和未磨损的西班牙银圆就因劣幣驅逐良幣被人们囤积起来，重量偏轻的西班牙银圆大量流入美国，人们把偏重的选出来送到费城铸币局重铸成美国硬币，赚取重量差导致的价值差。根据《1792年铸币法案》规定，平民百姓有权把银锭存入铸币局免费打造成硬币，所以流入铸币局的白银全部来自私人储户。大尺寸硬币是此时全球首选的交易方式，在中国尤其显著，所以美国大量白银就变成银币外流。
1794年，铸币局开始发行第一种一美元硬币，人称飘发自由女神1美元硬币。1800年，大部分储户都要求把存入的银锭铸成银元，银币设计此时已经变更成波浪头像银元。大量银元面世导致市场上流通的零钱不足，公众对铸币局的批评渐趋强烈。铸币局局长埃里亚斯·布迪诺呼吁储户接受小额硬币，银元产量下降，产能投入小额硬币。1804年3月，一美元硬币停产，不过此前几个月出产的银元上所刻年份仍是1803。新任铸币局局长罗伯特·帕特森1805年的报告称，“铸造小额硬币是为迁就银行及其他储户特殊要求……同时防止美国硬币外流其他国家采取的措施”。1806年5月1日，美国国务卿詹姆斯·麦迪逊致信帕特森正式中止已停产两年的银元生产：
先生：经美国第一银行董事说明，已经有人大量购买铸币局生产的一美元硬币准备出口，他们还可能会继续购买并出口，考虑到此举可能导致的后果，总统指示铸币局今后只能铸造小面额银币，最大面额不得超过半美元。

### 埃德蒙·罗伯茨的外交使命
1832年，商业托运人埃德蒙·罗伯茨开始充当美国政府驻亚洲特使，希望能与亚洲国家商谈经贸合作。他与马斯喀特和阿曼苏丹赛义德·本·苏尔坦，以及暹罗重要财政大臣（相当于今泰国外交部长）达成协议，罗伯茨携带礼品出海，准备送给谈判官员，但他觉得这些礼品“质量实在一般，价值微不足道”。美国批准条约后，罗伯茨又需再度前往暹罗和马斯喀特获取两国代表批准。他在1834年10月8日写给国务院的信中表示，此前所带礼物对于东方国家的主人来说实在寒酸甚至冒犯。除其他物品外，他建议准备硬币套装送给赛义德·本·苏尔坦会更妥当：
我对苏丹最能接受什么样的条款毫无把握，但用摩洛哥革皮套整齐盛放，装有全新美国金、银币完整套装，再搭配外部包装（的礼物）不论对于苏丹还是其他亚洲人士而言应该都很合适。
1834年11月11日，国务卿约翰·福赛思同意罗伯茨的提议并致信铸币局局长塞缪尔·摩尔：
总统已指令把美国硬币完整套装送给暹罗国王，另一套送给马斯喀特苏丹。请你安排铸币局为此生产现有的每种硬币，不论是金币、银币还是铜币。
他还指示莫尔准备一黄一绯红两个摩洛哥革皮套盛放硬币，硬币和皮套成本均由国库支出。福赛思后于1834年12月2日再度去信要求摩尔在皮套外面增加“国家的标志”（包括鹰和星）。
钱币史学家埃里克·纽曼和肯尼斯·贝雷斯特著作《奇妙的1804年银元》称，铸币局对国务卿指令的理解有问题。福赛思的第一封信中要求“当时还在使用的每种硬币”，铸币局官员于是加入银元和鹰扬金币。银元生产禁令已在1831年解除，但一直没有复产。两套硬币都按精制品质打磨，交货后不久罗伯茨就于1835年4月27日随孔雀号扬帆出海。套装中的一美元硬币包含波浪头像银元，正面是寓言形象的自由女神，背面是老鹰纹章。此外，罗伯茨还提出为前往日本和交趾支那准备的外交礼物清单，其中就包括另外两套硬币。
1835年10月1日，罗伯茨把第一套硬币送给赛义德·本·苏尔坦，1836年4月6日把第二套送给暹罗国王拉玛三世，但他尚未接触其他国家就于6月12日死于澳門。6月30日，外交舰队埃德蒙·肯尼迪舰长致信国务院，称已经“指示把（罗伯茨尚未送出的）礼物运回美国”。为交趾支那和日本准备的精制币套装很可能就此送回。估计所有充当外交礼物的银元标示年份都是1804，选择这年的原因已不可考，钱币史学家朱利安认为，收藏家得知1834年版银元面世却又无从取得可能会非常不满，所以干脆标示1804，希望外界误以为这是1804年生产的银元。但是，1804年生产的19570枚银元实际标示年份是1803，只是首席铸币员亚当·艾克菲尔特在向摩尔了解情况后误以为上面刻的是1804。外交礼品或采用同样模具生产的银元统称“一类”1804年银元，确知存世的仅有八枚。

### 后期重铸

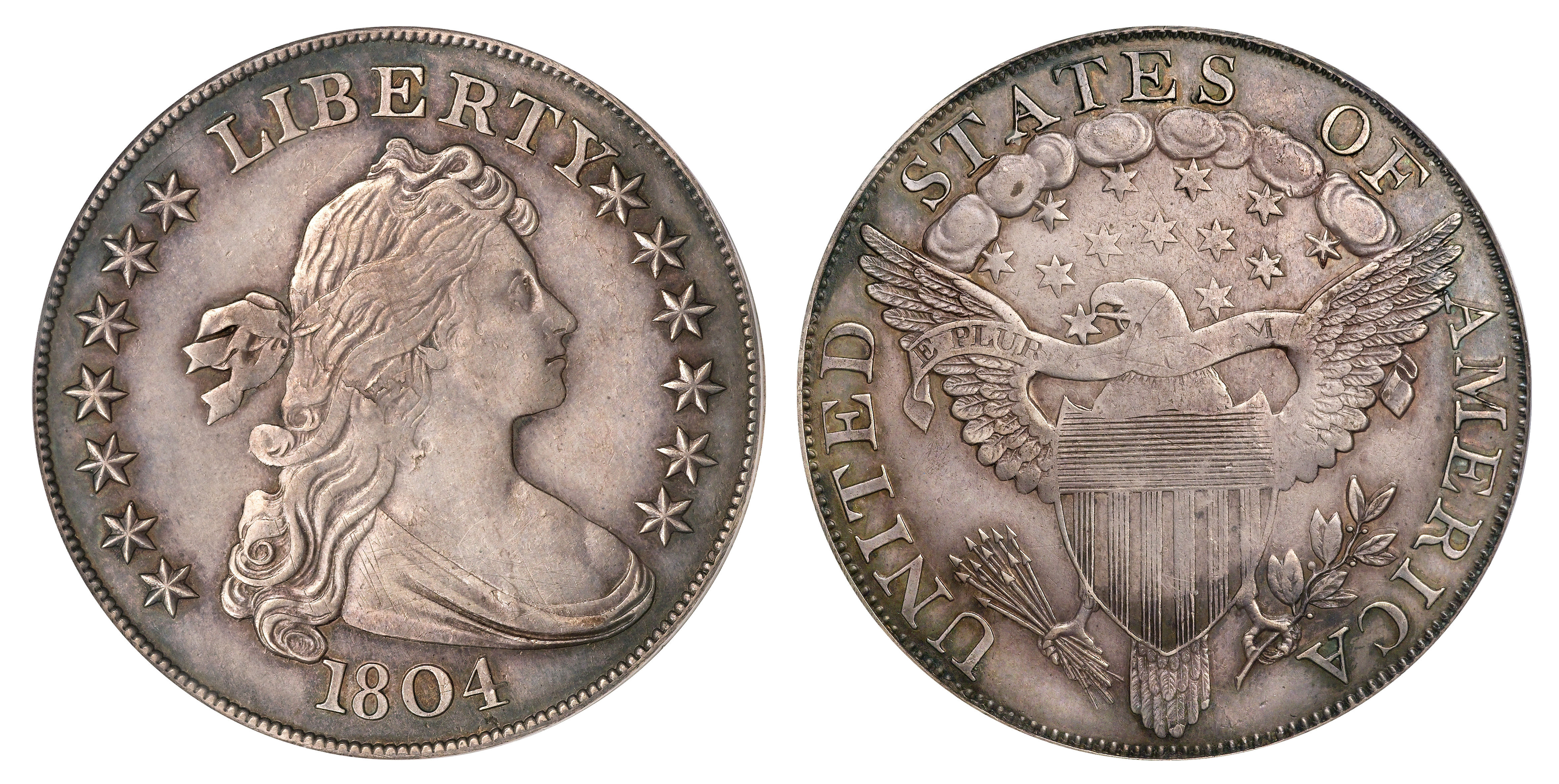
三类1804年银元

19世纪的铸币局工作人员有时会未经授权擅自打造奖章和硬币，其中有些还会故意标上过去的年份。费城铸币局从19世纪30年代开始公开重铸硬币，但到50年代末都已转入私密。首批1804年银元面世后的几十年里，收藏家逐渐得知这种硬币存在并且趋之若鹜。1858年铸币局所铸银元便是后世所称的“二类”1804年银元，边缘平整且没有文字，相比之下，充当外交礼品一类边缘都用卡斯坦因机刻有文字（“一百美分一美元或一单元”）。1859年，詹姆斯·罗斯·斯诺登向财政部长申请重铸罕有硬币或制作图案币向收藏爱好者销售未果，钱币销售商同年开始向公众发售平整边缘版1804年银元。这年经销商至少拿出三枚销售，其中埃比尼泽·洛克·梅森宣称，他从亚当·艾克菲尔特（已于1852年去世）的侄儿、铸币局雇员西奥多·艾克菲尔特手中拿到三枚。公众得知铸币局官员获许重铸硬币后引发丑闻，招来国会调查并销毁过时的铸币金属模。丑闻还促使铸币员化验员威廉·杜波依斯于1860年尝试召回流入私人手中的1804年银元。杜波依斯称私人确定拥有的只有五枚，其中四枚已经召回。他还称亲眼看到其中三枚销毁，最后一枚放入铸币局钱币柜（钱币柜由杜波依斯保管，其中硬币留存至今，人称国家钱币收藏）保存至今。这枚硬币是如今确知仅有的二类1804年银元，是以1857年伯尔尼举办瑞士联邦射击节铸造的射击塔勒纪念币为基础，用波浪头像银元模具加铸而成。杜波依斯所言未能收回的第五枚硬币如今不知所踪，但也可能被人在边缘加刻文字，企图充当一类。重铸且边缘刻有文字的便是“三类”1804年银元。生产二类和三类的正面模具1860年放入保险库，后在1869年磨平，背面模具就在1860年销毁。

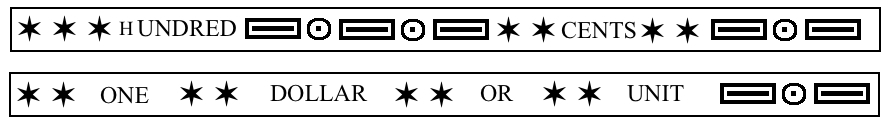
一类（上方）和三类1804年银元的边缘文字不同

三类银元与二类基本相同，只不过边缘有类似一类的刻字。三类银元边缘略有些下凹，估计是先铸出二类，后来再返工加刻文字。卡斯坦因机只适合为铸造前的坯饼边缘刻字，使用不当会导致硬币表面变形。纽曼和贝雷斯特断定二类和三类是一起生产，但铸币局官员给边缘加上文字后就把硬币藏起来，直到1869年想卖给收藏家才为外界所知，收藏家觉得这些都是重铸品所以不买。不过，钱币学家哈德森·查普曼认为部分三类银元的生产时间最晚可能是1876年。费城钱币经销商约翰·哈瑟尔汀1875年卖出几枚三类，如今确知存世的这类1804年银元仅有六枚。

## 钱币学界的追捧

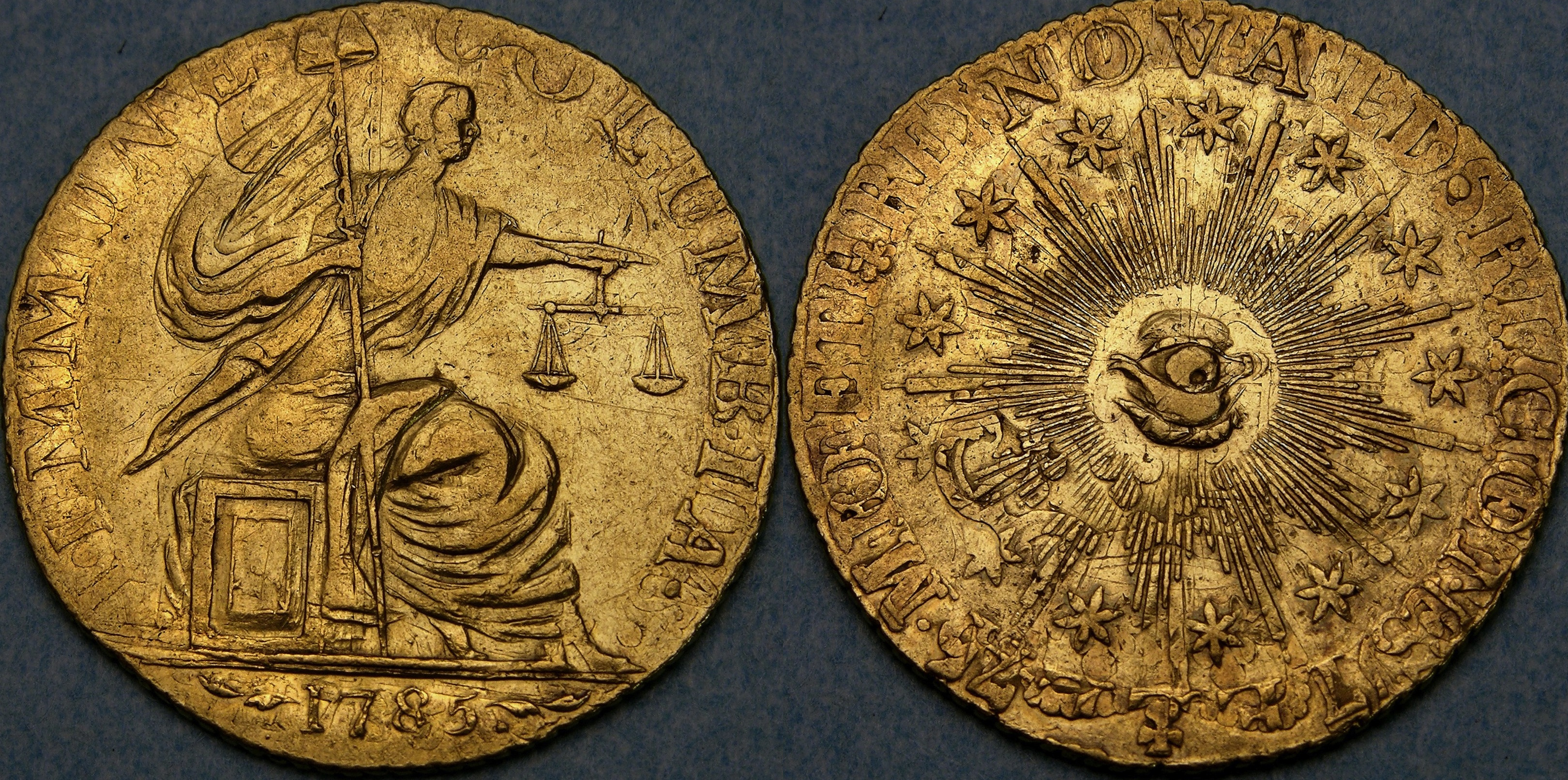
斯蒂克尼用独一无二的“免税哥伦比亚”金币换取1804年银元

1842年，铸币局工作人员雅各布·艾克菲尔特和威廉·杜波依斯合著的《万国金银币手册》上出现缩放仪所绘1804年银元图像，收藏家方才得知铸币局曾生产这种硬币。1843年5月9日，马修·斯蒂克尼用多枚稀有硬币（包括独一无二的美国早期“免税哥伦比亚”金币）同铸币局交换，成为首位取得1804年银元的私人收藏家。钱币收藏爱好者人数和他们对1804年银元的兴趣与日俱增，1860年时钱币学界已经非常关注。1885年，拍卖师伍德沃德称1804年银元是“硬币之王”，他的说法流传至今。钱币史学家昆汀·戴维·鲍尔斯断言其他硬币引起的关注都不能与1804年银元相比。如今确知存世的15枚标本都经过钱币学家研究并得到承认，每枚都有以主要持有人或首位确知持有人命名的绰号。
英国钱币学家大卫·斯宾克在1962年美国钱币协会年会上宣布取得此前不为人知的1804年银元标本。包装硬币的黄色皮套外还有老鹰等装饰品，与当年送给暹罗国王的套装描述相符。整个套装应该包含半美分、一美分、十美分、25美分、半美元、一美元、四分之一鹰、半鹰和鹰扬硬币各一枚，但皮套中有两个空口，里面没有硬币，一个尺寸和五美分相符，另一个和四分之一鹰相同。五美分本来就不包含在套装内，估计另一个空口所装四分之一鹰与1834年前出产的同类硬币一样刻有“E PLURIBUS UNUM”（“合众为一”）字样，但斯宾克套装中的这枚硬币没有格言，所以应该是1834年出产。除1804年银元和鹰扬金币外，套装中的其他硬币标示年份都是1834，是罗伯茨外交礼品套装包含1804年银元的第一份明证。斯宾克称，他是从两名女子手中买到皮套和硬币，估计这两人是拉玛四世（拉玛三世同父异母的弟弟兼继承人）子女家庭教师安娜·李奧諾文斯的后裔，李奧諾文斯还是罗杰斯与汉默斯坦音乐剧《國王與我》的虚构主角。

### 生产年份
钱币学界直到20世纪初才达成同识，所有1804年银元都不是1804年出产。此前钱币学家一直对这些硬币的铸造时间争论不休。收藏家起初以为1804年银元就是1804年生产，并对三种类别提出各种理论。数量如此稀少更是引来五花八门的解释，比如大部分硬币都付给巴巴里海盗充当赎金，或是在运往中国的海上失落，或尚未运出费城分局便已熔毁。1867年，钱币学家艾略特·伍德沃德确认部分1804年银元是在1834年生产用作外交礼品，但他仍相信其他样本是1804年打造。1899年，钱币学家莱曼·洛和威廉·马文在《美国钱币学期刊》发文称，“本期刊非常有信心地断言，任何标示1804年的银元均非这年在美国铸币局生产”。1891年，钱币学家约翰·尼克森宣称，一类1804年银元“无疑铸于1804年”，他后于1905年撤回言论，称“如今所有人都认为它们不是在1804年铸造”。
据纽曼和贝雷斯特记载，1804年银元的生产方式就足以表明硬币不是这年生产。两人指出，铸币局卡斯坦因机磨边模具的字母比其他字母小，这点和常规投产的所有波浪头像银元相同。但所有一类1804年银元的边缘刻字都有变形并且部分缺失，这表明铸币压制机和1804年所用机器不同，是用铸币局1833年才开始采用的新型机器生产。用于盛放空白坯饼的钢制容器受压抵住硬币，导致边缘文字变形。此外，许多1804年银元都经过精制抛光，铸币局1817年才开始采用这种技术。

### 售价
无论是相对面额的价格比，还是相对其他银元的钱币学价值，1804年银元自钱币学界获知以来价值始终居高不下。铸币局的钱币柜放有部分早期样本用于交换，经销商1859年就愿以75美元单价收购二类，据称西奥多·艾克菲尔特曾以70美元单价向费城钱币经销商推销三枚。1883年，消息称维也纳有三类银元以740美元价格成交，1885年亨利·查普曼和塞缪尔·查普曼经拍卖以一千美元购得一类标本。1903年，又有一枚以1800美元价格转让，这枚银元后又在1941年卖出4250美元。1960年，斯塔克硬币公司举行拍卖，三类1804年银元拍出2.8万美元，而且这枚硬币三年后又经该司拍卖并冲至3.6万美元。1970年，斯塔克将一类标本售价提至7.75万美元，1980年硬币价格大涨，三类标本以40万美元成交。1990年，一类1804年银元的拍卖价达到99万美元；1997年，曾属钱币收藏家路易斯·埃里亚斯伯格所有的1804年银元率先突破百万美元大关，成交价达181.5万美元。
1999年，按谢尔顿硬币分级标准判定达到“-68”级、在确知存世样本中成色最好，据信当年送给赛义德·本·苏尔坦的1804年银元拍卖成交高达414万美元，刷新史上单枚硬币售价纪录。2008年，一枚一类1804年银元经拍卖以373.75万美元成交，一年后又有一枚三类以230万美元卖出。

### 仿冒和复制品

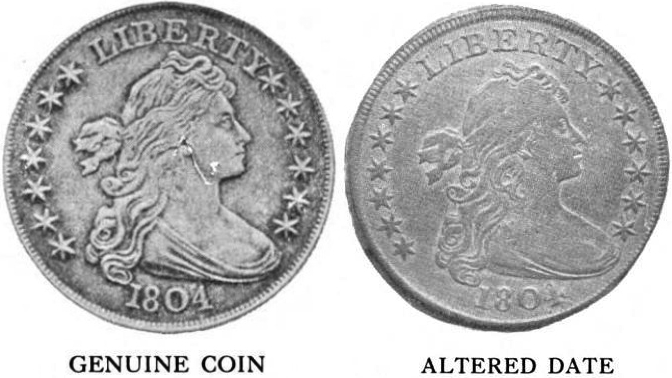
正版1804年银元（左）和修改年份的仿冒品对比

1804年银元价值很高，仿冒品层出不穷。钱币和奖章收藏家詹姆斯·波伦把1803年版真品波浪头像银元的最后一位数字改成“4”，不过他只制作一枚，且在边缘刻上自己的名字。相比之下，其他人通过修改日期伪造就是出于欺诈目的。19世纪舞台剧演员约翰·雷蒙德曾花三百美元买下一枚，后来发现是假货。标示年份1800至1803 的银元都曾用来修改成1804年，但1801年版最常见。
除变更年份外，1804年银元的仿冒手段还包括电铸版，其中既有用于研究，也有用于诈骗1887至1927年间，旧金山铸币局就曾误以为这种仿冒品是正品并拿来收藏。铸币局工作人员也曾制作电铸版，上文《万国金银币手册》中的缩放仪图像就是用这种电铸版绘制。
越南战争期间，西贡及其他南越城市、甚至附近的泰国都有经销商向美国军人兜售所谓的“传家宝”，这些更加现代的复制品人称“西贡副本”，以原版名义低价出售。2012年，专业硬币评级服务创始人大卫·霍尔表示，1804年银元的仿冒品已在香港持续销售数十年。

## 确知标本
| 类别 | 正面                                | 背面 | 绰号                            |
| ---- | ----------------------------------- | ---- | ------------------------------- |
| 一类 |                                     |      | 铸币局钱币柜标本/美国铸币局标本 |
| 一类 | 斯蒂克尼标本                        |      |                                 |
| 一类 | 暹罗国王礼品标本/暹罗标本           |      |                                 |
| 一类 | 马斯喀特苏丹礼品标本/沃特斯标本     |      |                                 |
| 一类 | 德克斯特标本                        |      |                                 |
| 一类 | 帕马莱－里德标本                    |      |                                 |
| 一类 | 米克利标本                          |      |                                 |
| 一类 | 科恩标本                            |      |                                 |
| 二类 |                                     |      | 铸币局钱币柜标本/美国铸币局标本 |
| 三类 |                                     |      | 伯格标本                        |
| 三类 | 亚当斯标本                          |      |                                 |
| 三类 | 戴维斯标本                          |      |                                 |
| 三类 | 林德曼标本                          |      |                                 |
| 三类 | 德里夫斯－罗森塔尔标本/罗森塔尔标本 |      |                                 |
| 三类 | 艾德勒标本                          |      |                                 |

## 脚注
1. ↑  Newman & Bressett, 2009，第120–122頁.
2. ↑  Newman & Bressett, 2009，第128頁.
3. ↑  Newman & Bressett, 2009，第129–130頁.
4. 1 2  United States Congress 1792，第3頁.
5. 1 2  United States Congress 1792，第4頁.
6. ↑  Breen, 1988，第423頁.
7. ↑  Newman & Bressett, 2009，第20–21頁.
8. ↑  United States Congress 1793，第7頁.
9. 1 2 3  Newman & Bressett, 2009，第21頁.
10. ↑  Julian, 1993，第35頁.
11. ↑  Julian, 1993，第44頁.
12. 1 2  Julian, 1993，第46頁.
13. ↑  Newman & Bressett, 2009，第22頁.
14. ↑  Bowers, 1999，第41頁.
15. ↑  American State Papers, 1832，第165頁.
16. ↑  Treasury Department, Bureau of the Mint 1897，第16頁.
17. ↑  Bowers, 1999，第142頁.
18. ↑  Bowers, 1999，第191頁.
19. 1 2 3  Newman & Bressett, 2009，第63頁.
20. ↑  Roberts, 1837，第319頁.
21. 1 2 3 4  Bowers, 1999，第195頁.
22. 1 2  Newman & Bressett, 2009，第64頁.
23. ↑  Yeoman, 2008，第255頁.
24. ↑  Julian, 1993，第432頁.
25. ↑  Newman & Bressett, 2009，第64–65頁.
26. ↑  Yeoman, 2008，第210頁.
27. 1 2 3  Newman & Bressett, 2009，第65頁.
28. ↑  Bowers, 1999，第235頁.
29. ↑  Bowers, 1999，第264頁.
30. ↑  Bowers, 1999，第28頁.
31. 1 2  Julian, 1993，第433頁.
32. ↑  Newman & Bressett, 2009，第17–18頁.
33. ↑  Newman & Bressett, 2009，第18–19頁.
34. 1 2  Newman & Bressett, 2009，第35頁.
35. 1 2  Newman & Bressett, 2009，第203頁.
36. 1 2  Newman & Bressett, 2009，第75頁.
37. ↑  Bowers, 1999，第17–19頁.
38. ↑  Newman & Bressett, 2009，第78頁.
39. 1 2 3 4 5  Newman & Bressett, 2009，第80頁.
40. 1 2  Newman & Bressett, 2009，第80–81頁.
41. ↑  Frossard, 1891，第231頁.
42. ↑  Newman & Bressett, 2009，第75–81頁.
43. ↑  Newman & Bressett, 2009，第81頁.
44. 1 2  Newman & Bressett, 2009，第112頁.
45. 1 2  Newman & Bressett, 2009，第88頁.
46. ↑  Newman & Bressett, 2009，第60–61頁.
47. ↑  Newman & Bressett, 2009，第114頁.
48. ↑  Bowers, 1999，第356頁.
49. ↑  Newman & Bressett, 2009，第19頁.
50. ↑  Eckfeldt & DuBois, 1842，Plate II.
51. ↑  Newman & Bressett, 2009，第71–73頁.
52. ↑  Bowers, 1999，第348頁.
53. ↑  Bowers, 1999，第350頁.
54. ↑  Bowers, 1999，第347頁.
55. ↑  Bowers, 1999，第357頁.
56. 1 2 3 4  Newman & Bressett, 2009，第66頁.
57. ↑  Yeoman, 2008，第247頁.
58. ↑  Bowers, 1999，第359頁.
59. ↑  Albanese, 2009，第111頁.
60. ↑  Newman & Bressett, 2009，第24–25頁.
61. ↑  Bowers, 1999，第351頁.
62. ↑  Newman & Bressett, 2009，第94頁.
63. ↑  Nexsen, 1891，第98頁.
64. ↑  Nexsen, 1905，第102頁.
65. 1 2 3 4  Newman & Bressett, 2009，第58頁.
66. ↑  Newman & Bressett, 2009，第61頁.
67. ↑  Newman & Bressett, 2009，第13頁.
68. ↑  Newman & Bressett, 2009，第129頁.
69. ↑  American Journal of Numismatics, 1904，第92頁.
70. ↑  McIlvaine, 1941，第29頁.
71. ↑  Newman & Bressett, 2009，第194頁.
72. 1 2 3  Beety, 2013，第9頁.
73. ↑  Newman & Bressett, 2009，第189頁.
74. ↑  Newman & Bressett, 2009，第175–178頁.
75. ↑  Newman & Bressett, 2009，第178頁.
76. 1 2  Newman & Bressett, 2009，第103頁.
77. ↑  Newman & Bressett, 2009，第103–104頁.
78. ↑  Trumble 1892，第90頁.
79. ↑  Newman & Bressett, 2009，第105頁.
80. ↑  Alexander & Co., 1910，第8頁.
81. ↑  Newman & Bressett, 2009，第106–107頁.
82. ↑  Ruddy 2005，第265頁.
83. ↑  Newman & Bressett, 2009，第106頁.
84. ↑  Newman & Bressett, 2009，第107頁.
85. ↑  Rochette, 1997.
86. ↑  Ganz, 2010，第99頁.
87. ↑  Numismatic News, 2012.
88. ↑  Bowers, 1999，第357–369頁.